# Xiuzhou
Xiuzhou är ett av stadsprefekturen Jiaxings båda stadsdistrikt, och är belägen i provinsen Zhejiang i östra Kina.
Befolkningen uppgick till 381 625 invånare vid folkräkningen år 2000. Distriktet var år 2000 indelat i ett gatuområde (jiedao), som ingår i Jiaxings centralort, sex köpingar (zhèn) samt sju socknar (xiāng). Den största orten i distriktet, förutom Jiaxings centralort, är Xincheng med 57 680 invånare (2000).